# ベンガルガキ
ベンガルガキ（学名 : Diospyros malabarica）(あるいはインドガキ、ナンヨウガキ）は、インド、スリランカ、バングラデシュ、東南アジアを原産地とするカキノキ科の被子植物である。常緑高木である。

## 特徴
本黒檀の一種である。寿命が長く、非常にゆっくりと成長する。樹高は35 m、幹は直径 70 cmまで達することがある。タイ王国アーントーン県の木である。枝が多く樹冠は密となる。樹皮は、黒色平滑である。葉は互生で、その形状は、長楕円形で、その長さは10 -23cmになる。革質で光沢がある。花弁は4枚あり、色は、汚黄色である。雄花は、直径1.2cmで、3 - 6個に集合している。雌花は直径1.5 cmである。果実は、卵形で、直径4 - 6 cmの大きさ、へたが4片ある。熟すると果皮が黄色くなり、褐色の果粉が豊富につく。未熟の果実には豊富なタンニンが含まれている。熟した果実は食べることができるが、渋みがやや多く残る場合がある。種子が4 - 8個ある。心材は黒色で、暗色の縞がある。比重は、0.74 - 083 である。

## 利用
樹皮、葉、花、果実は、アーユルヴェーダ医学では、薬用として使用されている。未熟な葉や果実は、伝統的に布を黒く染める染料として使用されている。樹木からしみ出した粘着性のある物質は、伝統的にボートの防水加工や接合に使用された。材は、建築や家具の用材として使用される。

## 諸言語における呼称
本種は、地域によっては以下のように呼ばれている。
- 英語: Malabar ebony、wild mangosteen、river ebony[6]、gaub、Indian persimmon[7]
- カンナダ語: Holitupare[7]
- サンスクリット: तिन्दु (tindu-)、तिन्दुक (tinduka-)、तिन्दुकी (tindukī-)、शितिसारक (śitisāraka-)[8]
- タミル語: தும்பி (tumpi、[tumbɨ] トゥンビ)[9]、தும்பிகா (tumpikā、[tumbɨɣaː])[7]
- テルグ語: Bandadamara[7]
- ヒンディー語: गाब (Gaab)[7]
- ベンガル語: গাব（/ɡab/ ガーブ）、তিন্দু（/tindu/ ティンドゥ）、তিন্দুক（/tinduk/ ティンドゥク）、তিন্দুকী（/tinduki/ ティンドゥキ）、শিতিসারক（/ʃitiʃaɾɔk/ シティシャロク）[8]
- マラーティー語: Temburi[7]
- マラヤーラム語: പനച്ചി (panacci)、പനഞ്ഞിൽ (panaññil)、പനിച്ചി (panicci)[10]、Panancca[7]